# Heinrich Lay
Heinrich Lay (* 5. Juli 1928 in Sânandrei, deutsch Sanktandres, Königreich Rumänien; † 29. Oktober 2022 in Töging am Inn) war ein deutscher Historiker und Banater Heimatforscher.

## Leben
Heinrich Lay entstammt der Volksgruppe der Banater Schwaben. Er besuchte die Grundschule in Sânandrei von 1935 und 1939, danach die Bildungseinrichtung Banatia in Timișoara bis 1944. Ab 1950 studierte er Geschichte an der Babeș-Bolyai-Universität in Cluj-Napoca, wurde aber im Mai 1952 wegen seiner „ungesunden sozialen Herkunft“ von dort entlassen und mit vielen Bewohnern der Region Banat in die Bărăgan-Steppe deportiert. Nach seiner Rückkehr im September 1954 schrieb er sich erneut an der Babeș-Bolyai-Universität ein und absolvierte sein Staatsexamen im Juli 1956. Danach war er bis 1984 als Lehrer in Lugoj tätig. 1986 übersiedelte er nach Deutschland, zuerst nach Rosenthal (Hessen), dann  nach Haina, wo er im Archiv des Klosters Haina bis zu seiner Pensionierung 1991 beschäftigt war.
Beim Sanktandreser Heimattreffen ehrte die Landsmannschaft der Banater Schwaben Heinrich Lay mit der Adam-Müller-Guttenbrunn-Medaille.
Heinrich Lay verstarb am 29. Oktober 2022 in Töging am Inn.

## Veröffentlichungen (Auswahl)
Lay verfasste zahlreiche Aufsätze und Arbeiten über die Region Banat, die in Zeitungen veröffentlicht oder als Bücher herausgegeben wurden.
- 300 Jahre im Donauraum: Schicksal und Leistung der Donauschwaben im europäischen Südosten, mit Paul Ginder und Ingomar Senz, Band 57 von Donauschwäbisches Archiv:  Beiträge zur donauschwäbischen Volks- und Heimatforschung, Donauschwäbische Kulturstiftung, München, 1990
- Der Sanktandreser Leichenbestattungsverein: Vergangenheit und Gegenwart 1889-1991, 1992, 98 S.
- Von der „Arnold'schen Gartengasse“ bis zur „Zorilor-Straße“: die Lugoscher Gassennamen von ihren Anfängen bis zur Gegenwart; Heimatkundliches, Historisches, Ortsgeschichtliches, Volks- und Sprachkundliches aus Lugosch, 1992, 113 S.
- Hundertvierzig Jahre Lugoscher Presse (1853-1993): Die deutschsprachigen periodischen Veröffentlichungen in der Stadt an der Temesch, 1993, 58 S.
- Das Lugoscher Volkstheater: ein Abschnitt Kulturgeschichte aus der Stadt an der Temesch; die deutsche Abteilung des Lugoscher Volkstheaters von seinen Anfängen bis zur Selbstauflösung 1970-1988, Selbstverlag, 1994, 82 S.
- Lugosch und seine periodischen Veröffentlichungen von ihren Anfängen bis zur Gegenwart (1853-1995): Dokumentation. Ein Kapitel Kulturgeschichte aus der Stadt an der Temesch, O. Verlag, 1996, 122 S.
- Ebendorf : Monographie und Heimatbuch einer deutschen Marktgemeinde im Banat (1786 - 1992), Heimatortsgemeinschaft Ebendorf, 1999, 656 S.
- Das Banat: 1849 - 1867; die Wojwodschaft Serbien und das Temescher Banat 1849 - 1860; die liberale Ära und der österreich-ungarische Ausgleich 1860 - 1867. Historische Dokumentation. Band 97 von Donauschwäbisches Archiv: Beiträge zur donauschwäbischen Heimat- und Volksforschung, Donauschwäbische Kulturstiftung, Töging am Inn, 2001, ISBN 3-00008-295-6, 347 S.
- Familienbuch der römisch-katholischen Pfarrgemeinde Sanktandres im Banat 1739 - 2009 und ihre Filiale Kowatschi 1844 - 1861: N – Z, Band 2, Verlag AKdFF, 2010, ISBN 3-00030-117-8, 43 S.